# Allsherjargode

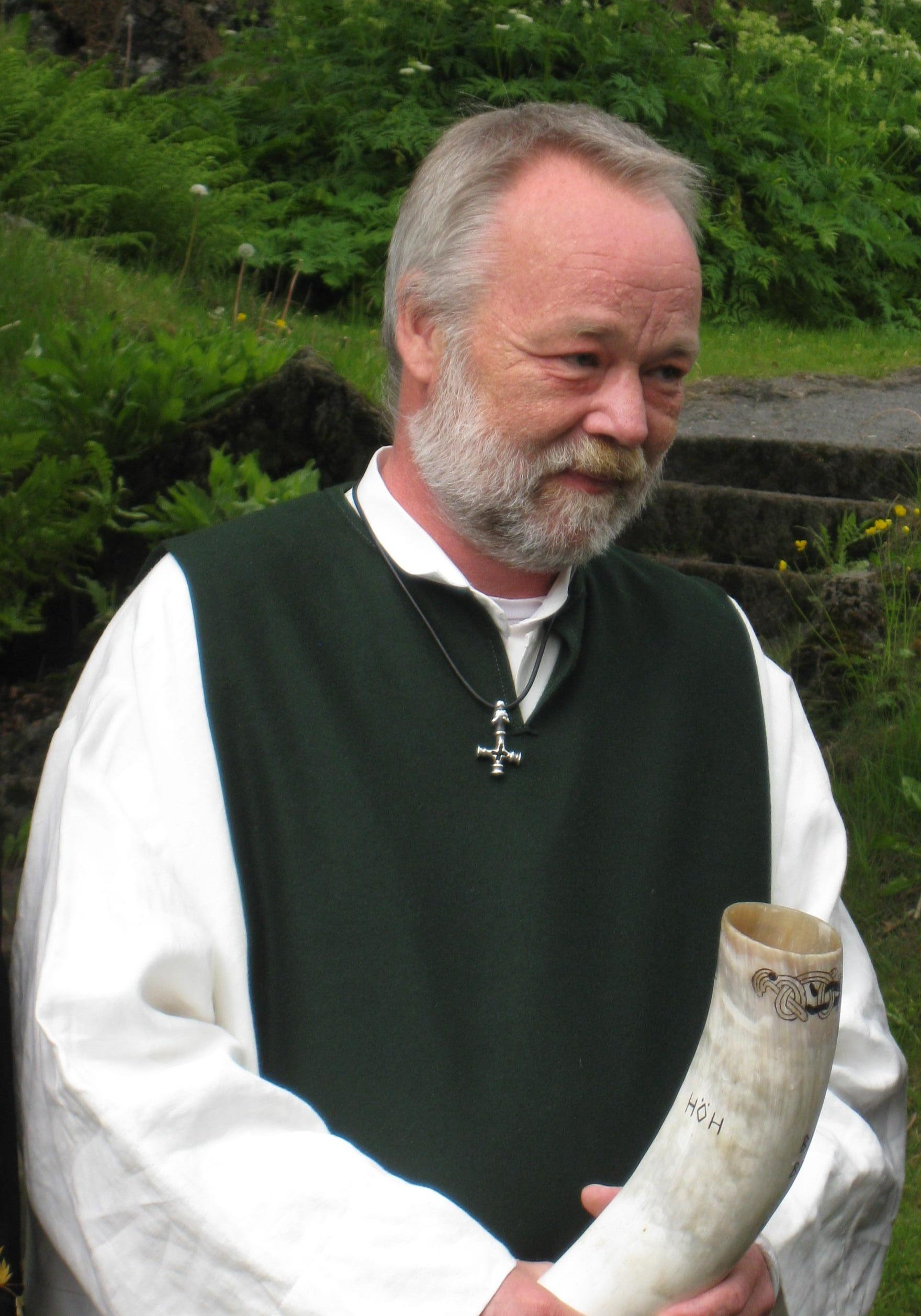
Nuvarande allsherjargode Hilmar Örn Hilmarsson

Allsherjargode (isländska: allsherjargoði) är en gode (präst) inom fornnordisk religion och modern asatro, vilken har rang över andra godar. 
Allsherjargoden var ursprungligen den gode som på 900-talet hade uppgiften att öppna och helga det isländska alltinget. Rollen som allsherjargode tillföll goden på Reykjavik. Ordet allsherjar betecknar ursprungligen något som omfattar hela folket och kan i modern isländska betyda "allmän" eller "internationell", som till exempel i ordet allsherjarfriður ("världsfred").
När det isländska asatrosamfundet Ásatrúarfélagið bildades 1972 infördes titeln allsherjargode för deras främste gode. 

## Hittillsvarande allsherjargodar
- Sveinbjörn Beinteinsson 1972-1993
- Jörmundur Ingi Hansen 1994-2002
- Jónína K. Berg 2002-2003
- Hilmar Örn Hilmarsson 2003-ff

## Galleri

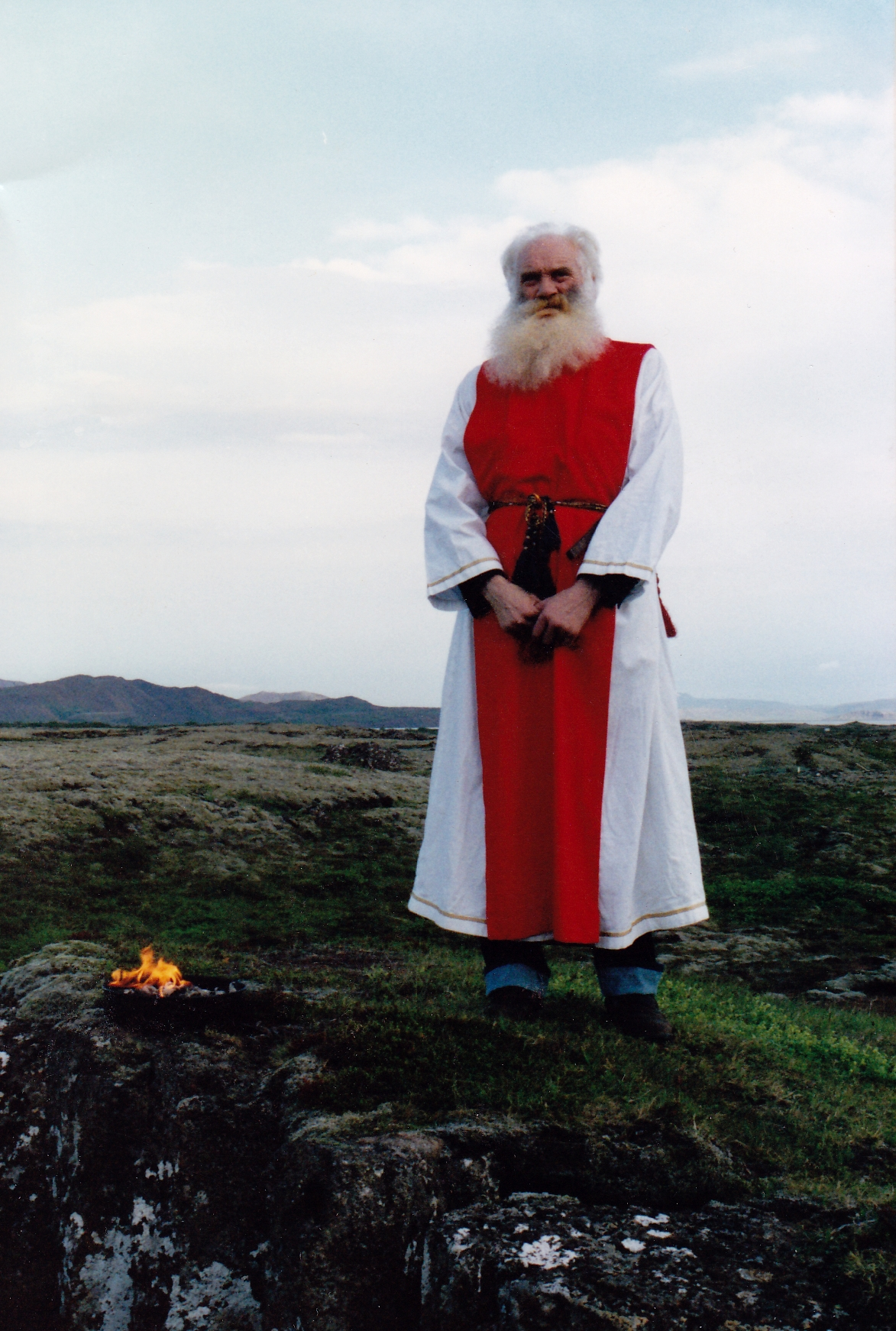
Sveinbjörn Beinteinsson
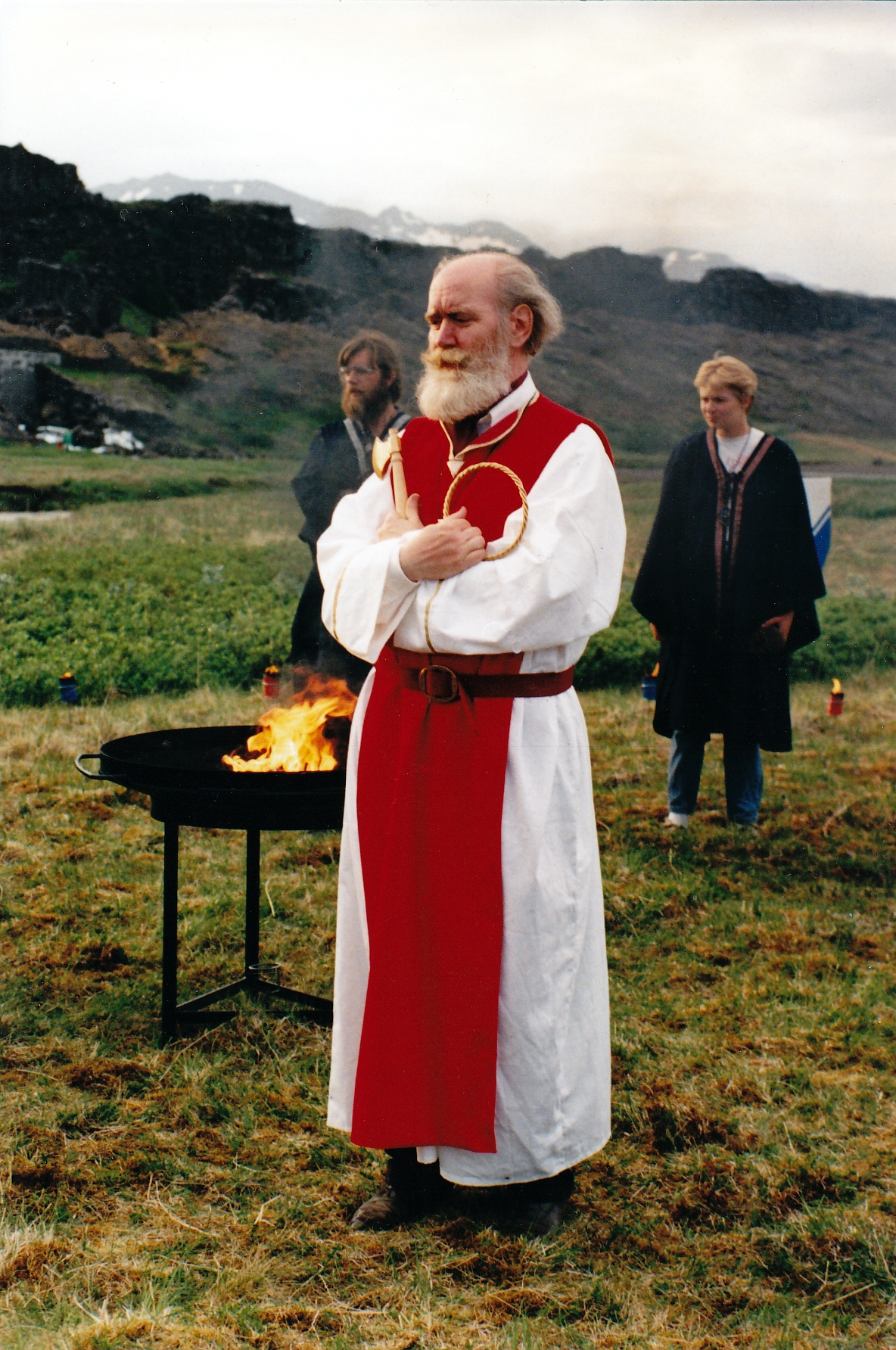
Jörmundur Ingi Hansen